# Sophie Louise af Slesvig-Holsten-Sønderborg-Beck
Sophie Louise af Slesvig-Holsten-Sønderborg-Beck (15. april 1650 – 4. februar 1714) var en dansk-tysk prinsesse, der var grevinde af Lippe-Brake. Hun var datter af hertug August Philip af Slesvig-Holsten-Sønderborg-Beck og blev gift med grev Frederik af Lippe-Brake.

## Biografi
Dorothea Augusta blev født den 15. april 1650 i Haus Beck i Westfalen som det ældste barn af hertug August Philip af Slesvig-Holsten-Sønderborg-Beck i hans andet ægteskab med Sidonie af Oldenburg.
Hun blev gift den 6. april 1674 med grev Frederik af Lippe-Brake, der var en yngre søn af grev Otto af Lippe-Brake. De blev forældre til den sidste greve af Lippe-Brake, Ludvig Ferdinand.
Grev Frederik døde den 13. januar 1684. Sophie Louise overlevede sin mand med 30 år og døde den 4. februar 1714 i Bremen.

## Eksterne links
- Hans den Yngres efterkommere